# Bismarckstraße 37 (Darmstadt)
Das Haus Bismarckstraße 37 ist ein Bauwerk im Johannesviertel in Darmstadt.

## Geschichte und Beschreibung
Das freistehende spätklassizistische „Landhaus“ in der Bismarckstraße 37 wurde im Jahre 1864 erbaut. Das Wohnhaus besitzt einen schlichten kubischen Baukörper. Die glatten, fast ungegliederten Wandflächen sind mit nur wenigen Elementen verziert. Die Mitte des Gebäudes wird durch einen feingliedrigen Balusterbalkon, auf flach reliefierten Sandsteinkonsolen, akzentuiert.
Im Jahr 2018 erhielt das Haus eine neue Fassade mit neuem Anstrich. Im Garten wachsen neben einer Eiche auch eine Weide, Linde und drei Apfelbäume. Heute beherbergt das Gebäude, neben einer Arztpraxis im Erdgeschoss, drei Studentenwohnungen im ersten Obergeschoss und Dachgeschoss. Eine Hainbuchenhecke und Blumenwiese wurden 2021 im Zuge von Umweltschutzmaßnahmen von den Bewohnern des Hauses angelegt.
Die übrigen Räume des im Volksmund als „Stadtvilla“ und überregional bekannten Bauwerks werden seit einigen Jahren für Feste und Veranstaltungen genutzt. Hausbesitzerin ist die Darmstädter Physiotherapeutin Sabine Riemenschneider.

## Denkmalschutz
Ein datierter Grundstein im Keller des Landhauses ist erhalten geblieben. Das Gebäude ist ein typisches Beispiel für den spätklassizistischen Baustil in Darmstadt. Aus architektonischen und stadtgeschichtlichen Gründen steht das Bauwerk unter Denkmalschutz.